# Liste von Bergen und Erhebungen in Malta
Hier ist eine Auflistung der höchsten Berge und Erhebungen in Malta.
| Name des Berges | Höhe in m | Anmerkungen                    |
| --------------- | --------- | ------------------------------ |
| Ta’ Dmejrek     | 253       | Höchster Punkt der Insel Malta |
| Ta’ Dbieġi      | 195       | Höchster Punkt der Insel Gozo  |

- Karte mit allen verlinkten Seiten:
- OSM |
- WikiMap